# Schönbach (Austria)
Schönbach è un comune austriaco di 825 abitanti nel distretto di Zwettl, in Bassa Austria; ha lo status di comune mercato (Marktgemeinde).